# Bororganische Verbindungen

Organoboran

Organoboronsäure

Organoboronsäureester

Als Bororganische Verbindungen bezeichnet man Vertreter einer Stoffgruppe organischer Verbindungen, die Bor enthalten, das direkt an Kohlenstoff gebunden ist. Zu diesen Verbindungen werden unter anderem Organoborane, Organoboronsäuren und Organoboronsäureester gezählt.
Organoboronsäuren bilden analog der Veresterung von Borsäure zu Borsäureestern in wässriger, neutraler oder basischer Lösung mit Alkoholen Ester. Diese Reaktion kann auch zum Einfangen von Kohlenhydraten benutzt werden, die Polyole sind und somit viele OH-Gruppen besitzen:

Veresterung von Phenylboronsäure und Butan-2,3-diol.
Bororganische Verbindungen lassen sich beispielsweise durch die Reaktion von Dibortetrachlorid mit Ethen darstellen:
{\displaystyle \mathrm {C_{2}H_{4}+B_{2}Cl_{4}\rightarrow 2\;Cl_{2}BCH_{2}CH_{2}BCl_{2}} }